# 贡杜瓦尔河畔孔什
贡杜瓦尔河畔孔什（法語：Conches-sur-Gondoire，法語發音：[kɔ̃ʃ syʁ ɡɔ̃dwaʁ] ⓘ）是法国塞纳-马恩省的一个市镇，属于托尔西区。

## 地理
贡杜瓦尔河畔孔什（48°51'20"N, 2°43'5"E）面积1.52 平方千米，位于法国法蘭西島大區塞纳-马恩省，该省份为法国北部内陆省份，北起瓦兹省，西接埃松省、马恩河谷省、塞纳-圣但尼省和瓦兹河谷省，南至卢瓦雷省，东南接约讷省，东临马恩省和奥布省，东北接埃纳省。
与贡杜瓦尔河畔孔什接壤的市镇（或旧市镇、城区）包括：马恩河畔拉尼、比西圣乔治、布里地区尚特卢、古韦尔讷、盖尔芒特。

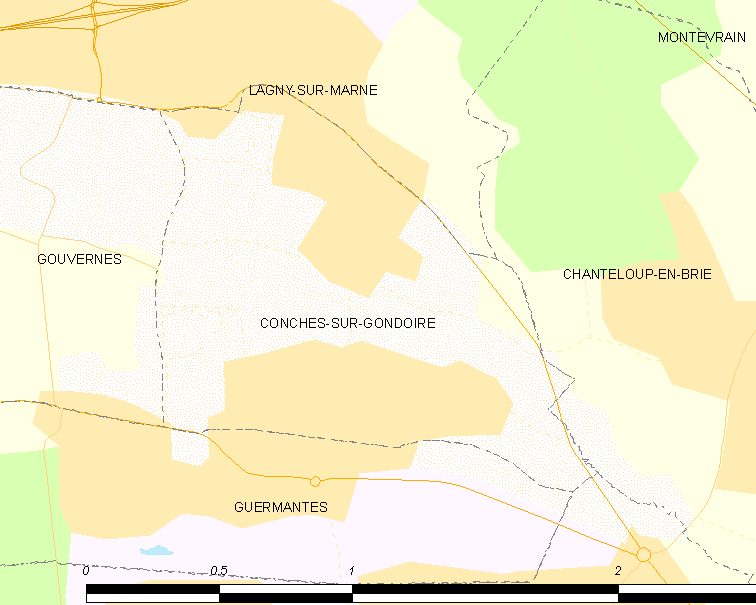
贡杜瓦尔河畔孔什的OSM定位图

贡杜瓦尔河畔孔什的时区为UTC+01:00、UTC+02:00（夏令时）。

## 行政
贡杜瓦尔河畔孔什的邮政编码为77600，INSEE市镇编码为77124。

## 政治
贡杜瓦尔河畔孔什所属的省级选区为马恩河畔拉尼县。

## 人口

1962-2008年间贡杜瓦尔河畔孔什人口变化图示

贡杜瓦尔河畔孔什于2022年1月1日时的人口数量为1751人。